# محمد السلیطی
محمد السلیطی (انگلیسی: Mohammed Saad Al-Sulaiti؛ زادهٔ ۱۱ آوریل ۱۹۸۵) یک بازیکن فوتبال اهل قطر است.

## باشگاهی
از باشگاه‌هایی که در آن بازی کرده‌است می‌توان به الوکره اشاره کرد.

## تیم ملی
وی همچنین در تیم ملی فوتبال قطر بازی کرده است.